# Dmitri Andrejewitsch Jermoschenko
Dmitri Andrejewitsch Jermoschenko (georgisch დიმიტრი ჯერმოშენქო, russisch Дмитрий Андреевич Ермо́шенко; * 1. November 1995 in Kolytschowo) ist ein russisch-georgischer Eishockeyspieler, der seit 2022 bei Bakurianis Mimino in der Georgischen Eishockeyliga spielt.

## Karriere
Dmitri Jermoschenko, der im russischen Kolytschowo im Oblast Moskau geboren wurde, begann seine Karriere beim HK MWD Balaschicha in der Juniorenliga Molodjoschnaja Chokkeinaja Liga. Beim KHL Junior Draft 2012 wurde er in der vierten Runde vom Ak Bars Kasan als insgesamt 124. Spieler ausgewählt, blieb aber bei dem Klub aus dem Moskauer Großraum. Ab 2016 spielte er mehrere Jahre in der Wysschaja Hockey-Liga, ehe er 2022 zu Bakurianis Mimino in die Georgischen Eishockeyliga wechselte, wo er seither spielt.

### International
Jermoschenko gab sein Debüt für die georgische Nationalmannschaft bei der Weltmeisterschaft der Division II 2022.